# John C. Houbolt

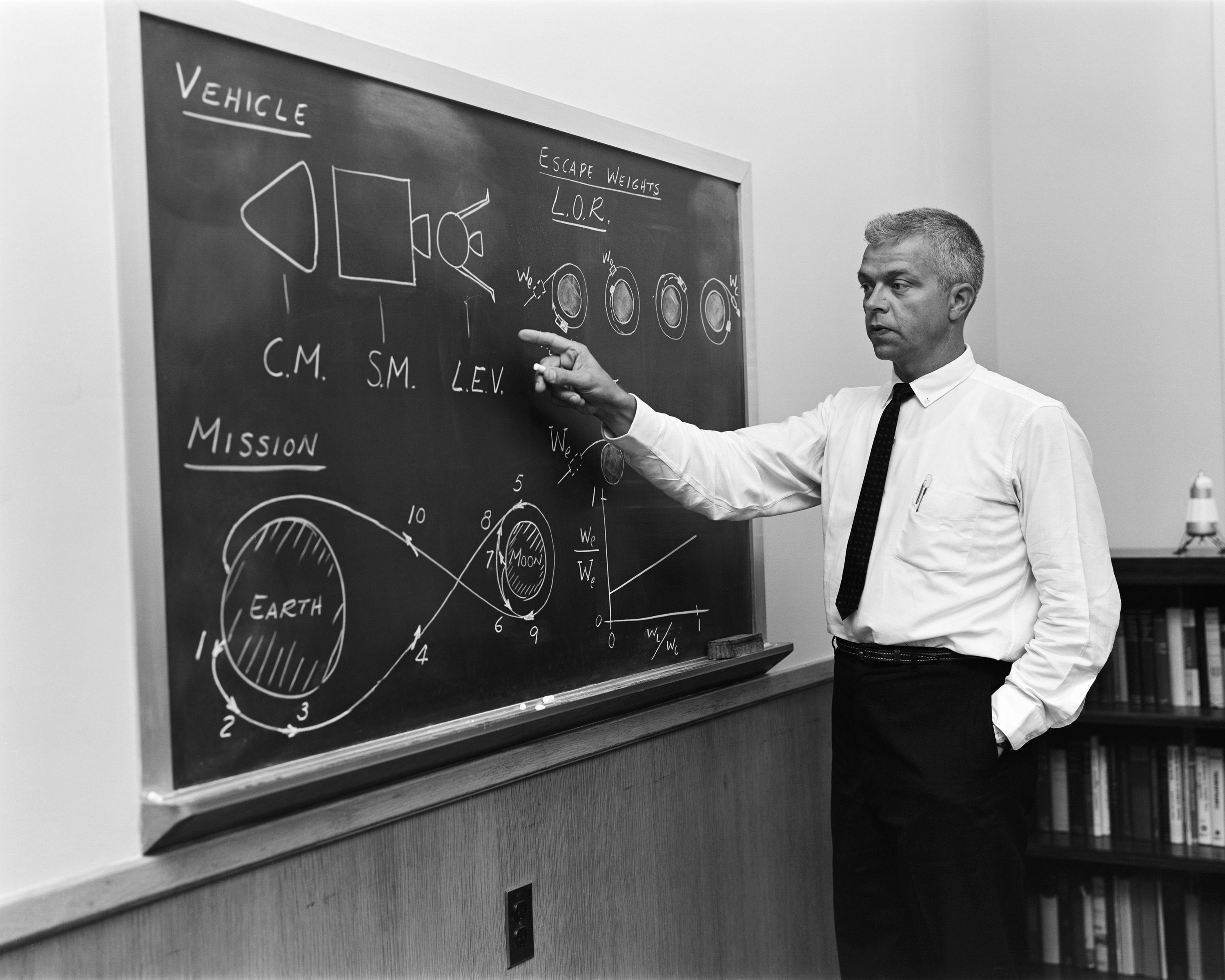
John C. Houbolt (1962)

John Cornelius Houbolt (* 10. April 1919 in Altoona, Iowa; † 15. April 2014 in Scarborough (Maine)) war ein US-amerikanischer Flugzeugingenieur. Er gilt als Hauptbefürworter der Methode, für die Mondlandung eine unabhängige Mondlandefähre einzusetzen. Dies erfordert ein Rendezvous in einer Mondumlaufbahn (Lunar Orbit Rendezvous, LOR), was von vielen Beteiligten damals für zu komplex gehalten wurde. Das von Houbolt favorisierte LOR-Konzept, einer komplexen, aber optimierten Konfiguration aus getrennten Raumfahrzeugen, wurde für die Mondlandungen des Apollo-Programms eine wegweisende Schlüsselentscheidung. Dies ermöglichte nicht nur, mit einer einzigen Rakete auszukommen, sondern erlaubte auch die Optimierung der einzelnen Komponenten auf ihren genauen Zweck.

## Leben
Seine Eltern, Henrika, geb. Van Ingen, und John Herman Houbolt waren Farmer und waren 1925 auf eine Farm in Joliet, Illinois, gezogen. Neben der Farmarbeit beschäftigte sich John Cornelius mit dem Bau von Modellflugzeugen.
Houbolt studierte Bauingenieurwesen an der University of Illinois at Urbana-Champaign. Er war Mitglied von Tau Beta Pi, Chi Epsilon, Phi Kappa Phi und Sigma Xi. Während seines Studiums entwarf er Warenhäuser, Straßen für den Nachbarort Waukegan und Eisenbahnbrücken für die Illinois Central Railroad.
Nachdem er 1942 seinen Master im gleichen Fach erworben hatte, begann er am Langley Memorial Aeronautical Laboratory der NACA und forschte zur Stabilität und Dynamik von Flugzeugstrukturen. Zwischen 1945 und 1963 lehrte er an der University of Virginia. Als er 1949 für ein halbes Jahr im englischen Royal Aircraft Establishment in Farnborough als Austauschwissenschaftler diente, heiratete er am 14. Juni 1949 seine Kollegin Mary Morris, mit der er drei Töchter hatte.
Danach wurde er am LaRC Associate chief der Dynamic Loads Division und forschte zu Elastizitätsproblemen von Flugzeugen und Raumfahrzeugen. 1956/57 erwarb er an der ETH Zürich seinen Ph.D. in Technical Sciences mit der Arbeit «A Study of several aerothermoelastic problems of aircraft structures in high-speed flight». 1961 wurde er am LaRC Chef der Theoretical Mechanics Division und forschte zu speziellen Problemen des Raumflugs, wie Rendezvous, Kommunikationssatelliten und Dynamik von Trägerraketen.
Nach dem Sputnikschock 1957 waren von verschiedenen Überlegungen zum Flug zum Mond Ende der 1950er Jahre drei Konzepte übrig geblieben: Die Nova-Rakete in der Größe eines Schlachtschiffs nach Max Faget (bei dem mit einer Stufe von der Größe eines sechsstöckigen Hauses auf dem Mond gelandet werden sollte), das Earth Orbit Rendezvous nach einer Idee von Wernher von Braun (bei dem das Mondraumschiff in der Erdumlaufbahn zusammengebaut werden sollte) und das Lunar Orbit Rendezvous (LOR-Konzept). Bei einem befürchteten Unfall wollte man die Astronauten möglichst in der Nähe haben.
Der russische Mechaniker Juri Kondratjuk hatte schon 1917 eine Idee zu einem Rendezvous in einer Mondumlaufbahn, die Hermann Oberth 1929 wieder aufgegriffen hatte und 1948 vom Mitglied der British Interplanetary Society Harry E. Ross verfeinert wurde. Der Vought-Ingenieur Tom Dolan hat als erster ein vollständig ausgearbeitetes LOR-Konzept für das Apollo-Programm vorgeschlagen. Houbolt war davon begeistert, aber es handelte sich anfänglich um eine Minderheitsmeinung. Als es am LaRC um die Frage ging, mit welcher Methode die bemannte Mondlandung verwirklicht werden sollte, vertrat er sie gegen alle Widerstände, seinen Job riskierend und ohne Rücksicht auf die Hierarchien der NASA. Mit einem Brief im November 1961 an den stellvertretenden Leiter der NASA, Robert Seamans, konnte er sie durchsetzen. 1963 erhielt er die NASA Exceptional Scientific Achievement Medal.
Von 1963 bis 1975 wurde er bei der Aeronautical Research Associates of Princeton, Inc. Senior Vice President und Senior Consultant. Anschließend war er bis zu seinem Ruhestand im Jahr 1985 wieder bei LaRC Chief Aeronautical Scientist. Ab etwa 1983 lebte er in Williamsburg (Virginia) und 2001 gründete er in Scarborough (Maine), nahe Portland, sein Unternehmen. Er verstarb 2014 im Alter von 95 Jahren in einem Altersheim in Scarborough (Maine).

## Zitate
- „Do we want to get to the moon or not?“ (deutsch: „Wollen wir zum Mond fliegen oder nicht?“) – Houbolt in einem Brief an Robert Seamans[10]
- „Meinen Glückwunsch, John. Man hat Ihre Idee übernommen. Ich kann mit ziemlicher Sicherheit sagen, dass ich dem Mann die Hand schüttle, der im Alleingang dem Staat zwanzig Milliarden erspart hat.“ – Houbolts Vorgesetzter zu Houbolt; nachdem die NASA sich für die Mondlandung für das LOR entschieden hat[11]
- „Danke, John.“ – Wernher von Braun zu Houbolt kurz nach der Mondlandung von Apollo 11[11]